# باتلفليد: باد كومباني
 باتل فيلد : باد كومبني (بالإنجليزية:Battlefield : Bad Company)  أنتجت اللعبة سنة 2008 من قبل شركة إلكترونيك أرتس الأمريكية ، وهي لعبة الحرب الإلكترونية الذي يقودها الجيش الأمريكي لغزو روسيا ، للحصول على الذهب ، ومن ثم يذهب إلى منطقة الشرق الأوسط بسبب وجود الكثير من الذهب .

## روابط خارجية
- باتلفليد: باد كومباني على موقع IMDb (الإنجليزية)